# جون سكوت (لاعب كرة قدم بريطاني)
جون سكوت (بالإنجليزية: John Scott)‏ (2 يناير 1942 في المملكة المتحدة - ) هو لاعب كرة قدم بريطاني في مركز مهاجم داخلي. لعب مع برادفورد سيتي ونادي تشيسترفيلد وماتلوك تاون ‏.